# Aunay-sous-Crécy

Aunay-sous-Crécy este o comună în departamentul Eure-et-Loir, Franța. În 1 ianuarie 2022 avea o populație de 659 de locuitori.